# Председнички избори у САД 2012.
Председнички избори у САД 2012. су одржани 6. новембра 2012. године. То су били 57. председнички избори. На овим изборима победио је Барак Обама коме је ово други председнички мандат. Он је добио 332 гласа у Колегијуму изборника, док је његов главни противкандидат Мит Ромни, ког је предложила Републиканска странка, добио 206 гласова изборника.
Заједно са председничким изборима одржани су и избори за Сенат, где је бирана једна трећина сенатора, и избори за Представнички дом на којима су бирани чланови 113. сазива. Такође одржани су и избори за једанаест гувернера савезних држава САД као и за већи број законодавних тела савезних држава.

## Позадина
Барак Обама је 2008. на председничким изборима победио кандидата Републиканске странке Џона Мекејна а Демократска странка је освојила већину у оба дома Конгреса. Главна тема током предизборне кампање 2008. била је жеља америчке јавности за променом политике одлазећег председника Џорџа В. Буша. Привредне теме и унутрашња политика су такође била главна питања, нарочито током последњих месеци кампање и доласка економске кризе 2008.
Барак Обама је током свог мандата потписао два закона за подстицај привреде – Закон о америчкој обнови и реинвестирању из 2009. (енгл. American Recovery and Reinvestment Act of 2009) и Закон о ослобађању од пореза, осигурању од незапослености и стварању радних места из 2010. (енгл. Tax Relief, Unemployment Insurance Reauthorization, and Job Creation Act of 2010).
Као председник он је такође потписао и Закон о заштити пацијената и приступачној здравственој заштити (енгл. Patient Protection and Affordable Care Act), Дод-Френков закон о реформи Вол Стрита и заштити потрошача (енгл. Dodd–Frank Wall Street Reform and Consumer Protection Act) и Закон о забрани дискриминације хомосексуалаца у оружаним снагама САД (енгл. Don't Ask, Don't Tell Repeal Act of 2010). Потписао је и Нови СТАРТ програм о контроли наоружања са Русијом, почео је да постепено повлачи трупе из Ирака и да повећава број америчких војника у Авганистану. Подстакао је стварање зоне забрањеног лета преко Либије а 1. маја 2011. је наредио извођење војне операције која је као исход имала убиство Осаме бин Ладена у Пакистану.
На изборима 2010. демократе су поражене од републиканаца и на националном нивоу и у савезним државама. Републиканци су добили већину у Представничком дому. Кандидати и гласачи су се 2010. усмерили на погоршано стање економије и на економску политику Обамине администрације и Конгреса. Усвајање контроверзног Закона о заштити пацијената и приступачној здравственој заштити је такође допринело смањењу поверења у Конгрес, посебно у демократе, као и забринутост око пореских стопа и рекордног буџетског дефицита. Мобилизацији републиканских гласача знатно је допринео и Покрет Чајанка, који заступа квази либертаријанске погледе.
Истраживања јавног мњења током 2011. су показала да су Американци и даље незадовољни радом владе али су такође незадовољни и Републиканском странком. Уопште узевши, иако је већина Американаца сматрала да Обама нема добар план за стварање радних места, они су Конгресу мање веровали да је у стању да то уради. Буџетска криза, иако је превазиђена сложеним договором између обе странке, још је више смањила подршку Бараку Обами али и републиканцима у Конгресу и Покрету чајанка.

## Промене у Колегијуму изборника
Као резултат пописа у САД из 2010. дошло је до промене гласова Колегијума изборника за председничке изборе од 2012. до 2020.
| Државе у којима су победиле демократе 2000, 2004, и 2008. - Илиноис −1 - Масачусетс −1 - Мичиген −1 - Њу Џерзи −1 - Њујорк −2 - Пенсилванија −1 - Вашингтон +1 | Савезне државе у којима су победили републиканци 2000, 2004, и 2008. - Аризона +1 - Џорџија +1 - Луизијана −1 - Мисури −1 - Јужна Каролина +1 - Тексас +4 - Јута +1 | Остале савезне државе - Флорида +2 - Ајова −1 - Невада +1 - Охајо −2 |

Осам савезних држава (Аризона, Вашингтон, Јужна Каролина, Јута, Невада, Тексас, Флорида, Џорџија) су повећале број гласова изборника на основу пописа из 2010. Десет савезних држава (Ајова, Илиноис, Луизијана, Масачусетс, Мисури, Мичиген, Њу Џерзи, Њујорк, Охајо, Пенсилванија) има мањи број гласова изборника у односу на претходне изборе.
На основу ових промена у Колегијуму изборника може се закључити да би Демократска странка имала шест изборничких гласова у савезним државама у којима су победили Ал Гор, Џон Кери и Барак Обама на трима претходним изборима. За разлику од њих Републиканска странка би имала шест гласова више у савезним државама у којима су победили Џорџ В. Буш и Џон Макејн. До промене у броју изборника није дошло у преосталим савезним државама у којима је већина гласача гласала и за демократског и за републиканског кандидата на трима претходним изборима.
Током 2011. неколико савезних држава је донело нове законе којима се успротивила Демократска странка тврдећи да су они донети са циљем да се ојача позиција републиканаца на председничким изборима. 
Флорида, Џорџија, Охајо, Тенеси и Западна Вирџинија су скратили период раног гласања, док су Флорида и Ајова забраниле свим бившим осуђеницима да гласају. Канзас, Јужна Каролина, Тенеси, Тексас и Висконсин су почели да захтевају од гласача да се идентификују са исправама које је издала влада пре него што гласају. Обама, NAACP и Демократска странка су се борили против многих нових закона савезних држава, а бивши председник Бил Клинтон их је осудио, рекавши, „У мом животу, никада откако смо се решили таксе за гласање и наслеђа Џима Кроа, организовани покушај да се ограничи право гласа који видимо данас“. Он је рекао да би ови потези могли да одузму право гласа великом броју либерално опредељених људи, студентима, црнцима и латиноамериканцима. Магазин Ролинг Стоун је критиковао Амерички савет за промену закона (енгл. American Legislative Exchange Council) због залагања за усвајање ових закона.
Пенсилванија је предложила нови план којим би био промењен начин одабира чланова Колегијума изборника од модела по ком победник све добија, до модела где би савезна држава била подељена на више изборних јединица. Место гувернера и оба дома у Пенсилванији контролишу републиканци па је овај потез виђен као покушај спречавања реизбора Барака Обаме.

## Поступак избора кандидата
Обе главне партије организују избор за председничку номинацију. Процес номинације се састоји од примарних избора (енгл. primaries) и састанака чланова партије (енгл. caucus), који се одржавају у свих 50 савезних држава, дистрикту Колумбија, на Гваму, Порторику, Америчким Девичанским Острвима, Америчкој Самои и Северним Маријанским Острвима. Победник на примарним изборима у савезној држави обично добија број делегата сразмеран проценту гласова које је добио. У великом броју савезних држава, када је избор кандидата Републиканске странке, сви делегати из савезне државе припадају победнику. У Демократској странци високо рангирани чланови, познати као суперделегати, добијају по један глас на конвенцији. Кандидат који има већину делегата на крају примарних избора је одређен као претпостављени кандидат док га странка званично не номинује. То се обавља на националној конвенцији.

### Страначке конвенције
Главне странке
- од 27. до 30. августа 2012: Републиканска национална конвенција 2012. ће бити одржана у Тампи[21]
- од 3. до 6. септембра 2012: Демократска национална конвенција 2012. ће бити одржана у Шарлоту[22]

Остале странке
- од 20. до 22. јуна 2011: Национална конвенција Прохибиционистичке странке у Калману у Алабами;[23] Џек Фелур је добио номинацију
- од 14. до 16. октобра 2011: Национална конвенција Социјалистичке странке САД је одржана у Лос Анђелесу;[24] Стјуарт Александер је добио номинацију[25]
- од 18. до 21. априла 2012: Национална конвенција Уставотворне странке 2012. ће бити одржана у Нешвилу[26][27]
- од 4. до 6. маја 2012: Национална конвенција Либертаријанске странке 2012. ће бити одржана у Лас Вегасу[28][29]
- у јуну 2012: Национална конвенција странке Американци бирају ће бити одржана преко интернета[30]
- од 13. до 15. јула 2012: Странка зелених ће одржати националну конвенцију у Балтимору[31]

## Кандидати

### Демократска странка
| Демократска номинација 2012                        |
| Барак Обама                                        |
| за председника                                     |
|                                                    |
| Председник Сједињених Америчких Држава (2009–2017) |
|                                                    |

Остали кандидати
- Ворен Мозлер, привредник из Конектиката (повукао се у априлу 2010)[32][33]
- Дарси Ричардсон, прогресивни активиста из Флориде[34][35][36]
- Џим Роџерс, вечити председнички и кандидат за сенатора из Оклахоме 2010.[37][38]
- Вермин Суприм, уметник и вечити кандидат из Масачусетса[39][40]
- Рендал Тери, активиста у борби против абортуса из Њујорка[41][42][43]
- Џон Вулф, мл., адвокат и вечни кандидат из Тенесија[44][45]

### Републиканска странка
| Републиканска номинација 2012    |
| Мит Ромни                        |
| за председника                   |
|                                  |
| Гувернер Масачусетса (2003–2007) |
|                                  |

#### Одустали кандидати
Ови кандидати су учествовали у дебатама али су одустали од кампање.
- Мишел Бакман, чланица Представничког дома из Минесоте (повукла се 4. јануара 2012. и касније подржала Мита Ромнија)[46][47][48]
- Херман Кејн, привредник из Џорџије (повукао се 3. децембра 2011. и подржао Њута Гингрича а затим Мита Ромнија)[49][50]
- Њут Гингрич, бивши председник Представничког дома из Џорџије (повукао се 2. маја 2012. и подржао Мита Ромнија)[51][52]
- Џон Хантсман, мл., бивши амбасадор САД у Кини и бивши гувернер Јуте (повукао се 15. јануара 2012. и касније подржао Мита Ромнија)[53][54]
- Гари Џонсон, бивши гувернер Новог Мексика (повукао се 28. децембра 2011. да би затражио номинацију Либертаријанске странке)[55][56]
- Тим Поленти, бивши гувернер Минесоте, (повукао се 14. августа 2011. и подржао Мита Ромнија)[57][58]
- Рон Пол, члан Представничког дома из Тексаса, (пвукао се 14. маја 2012. и предао трку Ромнију)[59][60]
- Рик Пери, гувернер Тексаса (повукао се 19. јануара 2012. и подржао Њута Гингрича а затим Мита Ромнија)[61][62][63]
- Рик Санторум, бивши сенатор из Пенсилваније (повукао се 10. априла 2012. и касније подржао Мита Ромнија)[64][65][66]

- Чланица Представничког дома Мишел Бакман из Минесоте (повукла се 4. јануара 2012)
- Бивши генерални директор Гадфадерс пице Херман Кејн из Џорџије (повукао се 3. децембра 2011)
- Бивши гувернер Јуте Џон Хантсман, мл. (повукао се 16. јануара 2012)
- Бивши гувернер Новог Мексика Гари Џонсон (повукао се 28. децембра 2011. Сада се такмичи као кандидат Либертаријанске странке)
- Бивши гувернер Минесте Тим Поленти (повукао се 14. августа 2011)
- Гувернер Тексаса Рик Пери (повукао се 19. јануара 2012)
- Бивши сенатор Рик Санторум из Пенсилваније (повукао се 10. априла 2012)
- Бивши председник Представничког дома Њут Гингрич из Џорџије (повукао се 2. маја 2012)
- Члан Представничког дома Рон Пол из Тексаса (повукао се 14. маја 2012.)

Остали кандидати Републиканске странке
Ове особе су се кандидовале за номинацију Републиканске странке али нису позване да учествују у дебатама.
- Џек Фелур, вечити кандидат из Западне Вирџиније,[67] (повукао се 22. јуна 2011)[68]
- Стјуарт Гринлиф, члан Сената Пенсилваније[39][69]
- Фред Каргер, политички консултант из Калифорније[70][71][72][73]
- Енди Мартин, вечити кандидат из Илиноиса[74][75]
- Тадеус Макотер, члан Представничког дома САД из Мичигена[76][77] (повукао се 22. септембра 2011)
- Џими Макмилан, вечити кандидат из Њујорка[78][79][80]
- Бади Ремер, бивши гувернер Луизијане[81][82] (повукао се да би се борио за номинацију странке Американци бирају и Реформске партије)
- Џонатон Шарки, вечити кандидат из Флориде,[83][84][85] (повукао се 17. августа 2011)[86]

### Остале странке и независни кандидати
Американци бирају
- Роки Андерсон, бивши градоначелник Солт Лејк Ситија из Јуте. Андерсон је такође добио председнички номинацију Странке правде.[87][88]
- Лоренс Котликоф, економиста из Масачусетса[89][90][91]
- Бади Ремер, бивши гувернер Луизијане[92][93] Ремер се такође бори за председничку номинацију Реформске странке.

Америчка странка трећег става
- Мерлин Милер, активиста и независни филмаџија из Тенесија: потпредседничка номинација, Вирџинија Абернети из Тенесија[94]

Америчка странка
- Том Хофлинг, Председник Америчке странке из Ајове; потпредседничка номинација: Џеј-Ди Елис из Тенесија[95][96]

Уставотворна странка
- Вирџил Гуд, бивши члан Представничког дома САД из Вирџиније[97][98]
- Роби Велс, бивши тренер америчког фудбала са Државног универзитета у Савани из Северне Каролине[тражи се извор]

Слободна социјалистичка странка
- Стивен Дарам, активиста за женска права из Њујорка. Потпредседнички кандидат: Кристина Лопез из Вашингтона[99][100]

Странка зелених
- Розен Бар, глумица и комичарка са Хаваја[101][102][103]
- Кент Месплеј, активиста Странке зелених и инспектор квалитета ваздуха из Калифорније[104][105]
- Џил Стајн, докторка из Масачусетса[106]

Кандидати који су одустали:
- Стјуарт Александер, повукао се да би прихватио номинацију Социјалистичке странке САД[107]

Странка правде
- Роки Андерсон, бивши градоначелник Солт Лејк Ситија и оснивач Странке правде, из Јута; потпредседничка номинација још није објављена[108][109][110]

Либертаријанска странка
- Ар-Џеј Харис, официр Националне гарде САД и кандидат за члана Представничког дома САД на изборима 2010. из Оклахоме.[111]
- Гари Џонсон, бивши гувернер Новог Мексика[55][56]
- Карл Персон, адвокат из Њујорка[112][113]
- Сем Слоун, шахиста и писац из Њујорка[114][115]
- Бил Стил, борац за фискалну реформу, режисер документарних филмова, и писац из Вирџиније[116][117]
- Р. Ли Рајтс, књижевник, активиста и бивши члан Националног либертаријанског комитета (енгл. Libertarian National Committee) из Тексаса[118][119][120]

Странка за социјализам и ослобађање
- Пита Линдзи, антиратна активисткиња из Пенсилваније; потпредседнички кандидат: Јари Осорио[121][122]

Прохибиционистичка странка
- Џек Фелур, вечити кандидат из Западне Вирџиније; потпредседнички кандидат: Тоби Дејвис из Мисисипија[123][124]

Реформска странка САД
- Андре Барнет, предузетник из Њујорка[125][126]
- Бади Ремер, бивши гувернер Луизијане[127][128]

Кандидати који су одустали:
- Роби Велс, повукао се 16. јануара 2012. да би се борио за номинацију Уставотворне странке[129]
- Роберт Дејвид Стил, повукао се 23. фебруара 2012.[130]

Странка социјалистичке једнакости
- Џери Вајт, новинар и кандидат за председника Странке социјалистичке једнакости на изборима 1996. и 2008. из Мичигена; потпредседнички кандидат: Филис Шерер из Пенсилваније[131][132]

Социјалистичка странка САД
- Стјуарт Александер, активиста и потпредседнички кандидат Социјалистичке странке САД на изборима 2008. из Калифорније; потпредседнички кандидат: Алехандро Мендоза из Тексаса.[133] Александер је такође био кандидат председничку номинацију Зелене странке,[134][135] пре него што се повукао у јулу 2011.[107]

Независни кандидати
- Ли Абрамсон, музичар и предузетник, из Мичигена[136][137]
- Ренди Блајт, певач и текстописац, из Вирџиније[138][139]
- Роберт Берк, улични уметник из Њујорка[140][141]
- Тери Џоунс са Флориде, свештеник познат јер је јавно спалио Куран.[142][143]
- Џо Шрајнер, бивши новинар, књижевник и вечити кандидат из Охаја[144][145]

## Резултати
| Кандидат (партија) | Кандидат (партија)               | Освојени изборници | Освојене државе | Број гласова | %       |
| ------------------ | -------------------------------- | ------------------ | --------------- | ------------ | ------- |
|                    | Обама (Демократска странка)      | 332                | 26+DC           | 63.467.689   | 50,70%  |
|                    | Ромни (Републиканска странка)    | 206                | 24              | 59.645.517   | 47,65%  |
|                    | Џонсон (Либертаријанска странка) | 0                  | 0               | 1.230.730    | 1,00%   |
|                    | Стајн (Зелена странка)           | 0                  | 0               | 441.737      | 0,35%   |
|                    | Остали                           | 0                  | 0               | 392.140      | 0,30%   |
| Укупно             | Укупно                           | 538                | 51              | 125.177.813  | 100,00% |